# Güemes (Chubut)
Güemes, es un barrio comodorense del departamento Escalante, en la provincia del Chubut. Está localizado en la zona Valle Oeste de Comodoro Rivadavia del municipio homónimo. Aunque nació como un campamento petrolero ajeno; fue alcanzado por la expansión de Comodoro. Hoy en día se lo trata solo como a un barrio de la ciudad petrolera del sur, no obstante su tratamiento es especial por estar distanciado del centro del aglomerado urbano de dicha ciudad.

## Descripción
El barrio se sitúa al noroeste de Comodoro Rivadavia. Se halla próximo a los barrios Laprida (Chubut), Manantial Rosales y al barrio Sarmiento (Comodoro Rivadavia), con el que está casi unido. En los últimos años hechos de inseguridad produjeron que los vecinos se organizaran y cerraran el barrio. Hoy en día seguridad privada custodia el barrio que además está cerrado con alambrado, árboles  y tamariscos-

## Población
Cuenta con 89 habitantes (Indec, 2010), integra el aglomerado urbano Comodoro Rivadavia - Rada Tilly.
| Gráfica de evolución demográfica de Güemes entre 2001 y 2010 |
|                                                              |
| Fuente: Censos nacionales del INDEC                          |

## Galería

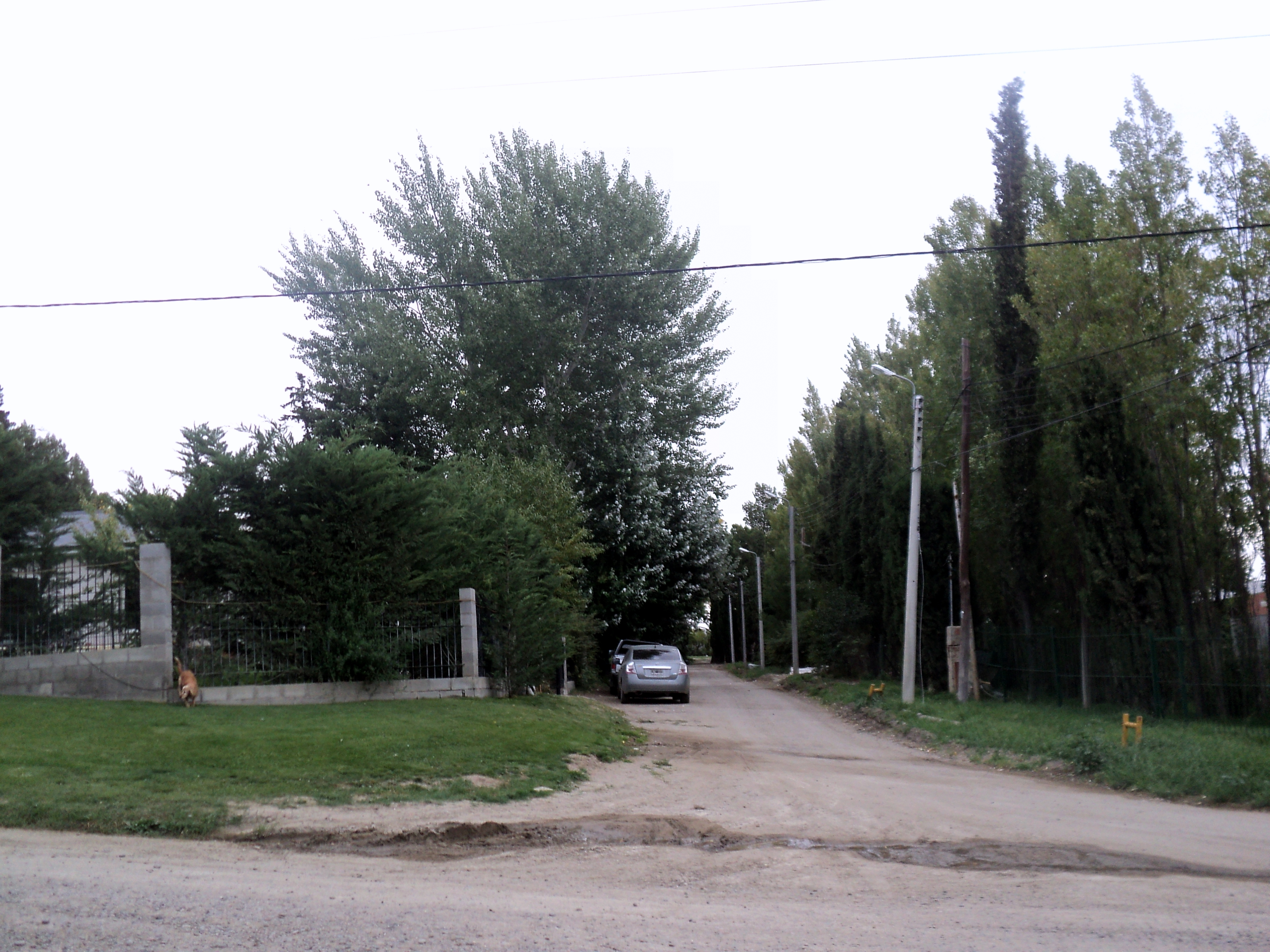
Vista del extenso arbolado y parquizado del barrio, paisaje atípico en Comodoro.
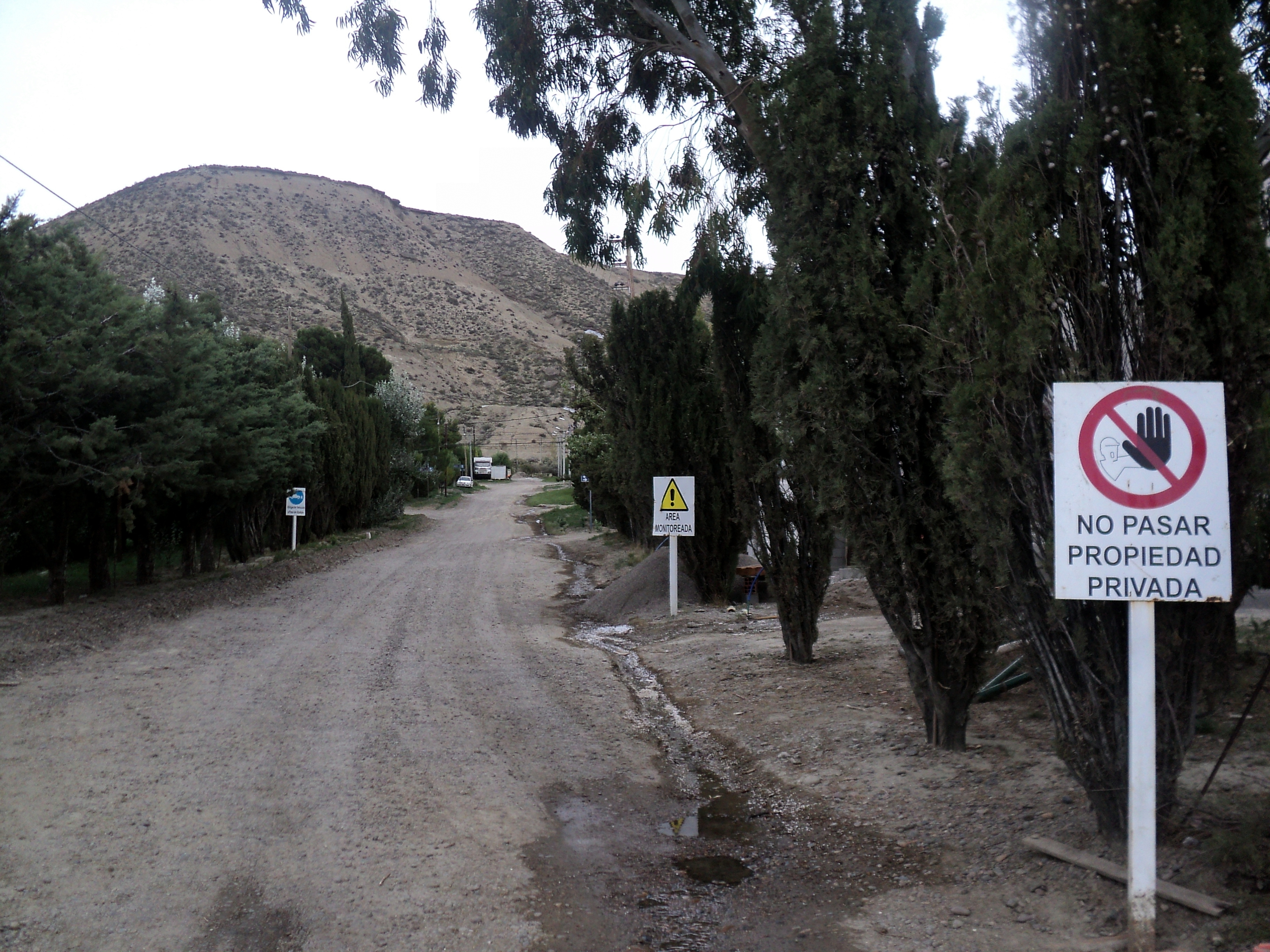
Ingreso a Güemes desde la ruta 25 de Mayo. Se observan carteles que restringen el paso, siendo un barrio casi cerrado hoy.
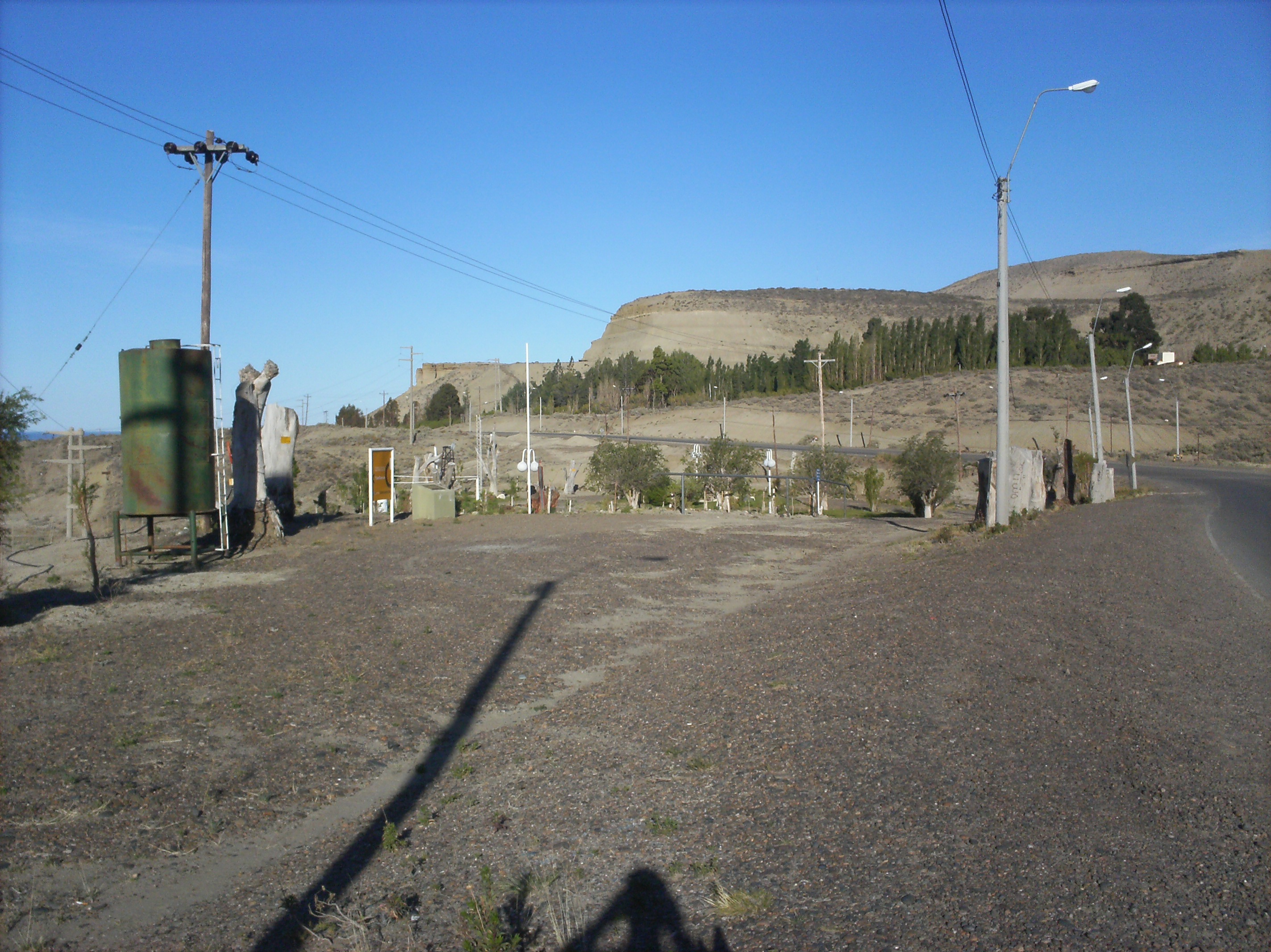
El barrio desde Srmiento.